# Флоренс Темко
Флоренс Марія Темко (20 жовтня 1921 — 12 листопада 2009) — піонер у поширенні орігамі в Сполучених Штатах, була, мабуть, найпліднішим автором на цю тему. Маючи на своєму рахунку п'ятдесят п'ять книг про паперове мистецтво та народні промисли, вона суттєво вплинула на зацікавлених початківців у мистецтві складання паперу. Деякі з них пізніше розробили складні конструкції орігамі, які раніше неможливо було уявити, і застосували свій досвід у передових інноваціях у сферах мистецтва та науки.
Народилася Флоренс Марія Маркс у Лондоні, дочка Еріха та Ерни Маркс. Вона навчалася у Вікомбському абатстві, бізнес-коледжі Св. Георгія та Лондонській школі економіки, але її навчання було перервано Другою світовою війною. Вона також навчалася в Новій школі соціальних досліджень у Нью-Йорку.

## Особисте життя
Вона зустріла сержанта армії США Леонарда Темко, і вони одружилися в 1945 році. У 1946 році вони оселилися в Нью-Джерсі і народили трьох дітей: Джоан Темко та близнюків Стівена Темко і Рональда Темко.
Вони розлучилися в 1968 році, і вона вийшла заміж за свого другого чоловіка Генрі Петцеля в 1969 році. У 1982 році вони переїхали в Сан-Дієго і розлучилися наприкінці 1990-х років.

## Пізніша робота
Серед її заслуг — лекції та майстер-класи для аудиторії в Метрополітен-музей. Вона зняла два фільми для Національної кіноради Канади та BFA Educational Films. Флоренс є автором 12 книг про ремесла, у тому числі, у співпраці з Комітетом США ЮНІСЕФ, книгу «Народні ремесла для всесвітньої дружби» (з ілюстраціями Ярослави Сурмач Міллс), яка описує ремесла багатьох народів, зокрема походження ремесел, звичаї, пов’язані з ремеслами та покрокова інструкція.
Її участь як консультанта в Міжнародному музеї Мінгеї в Сан-Дієго, штат Каліфорнія, призвела до встановлення там виставки «Шедеври орігамі» в 2003 році. Інші музеї в Сполучених Штатах та інших країнах згодом визнали орігамі як вид мистецтва та створили створювати власні виставки.
Її книги продовжують добре поширюватися, особливо в бібліотеках, тому що читачі виявляють, що можуть легко слідувати чітким покроковим вказівкам, і в кожній книзі представлені різні рівні складності. Серед багатьох оригінальних дизайнів орігамі, створених нею, є деякі з найпопулярніших: Півень, Пінгвін, Чаша із зіркою, Іграшка-кректан, Капелюх для випускників із ступки, Індичка до Дня Подяки та Зигзагоподібна скульптура.
Вона померла 12 листопада 2009 року у своєму будинку в Ла-Хойя, штат Каліфорнія.